# Polesella
Polesella är en ort och kommun i provinsen Rovigo i regionen Veneto i Italien. Kommunen hade 3 892 invånare (2018).